# 奥夫朗维尔
奥夫朗维尔（法語：Offranville，法語發音：[ɔfʁɑ̃vil]）是法国滨海塞纳省的一个市镇，属于迪耶普区。

## 地理
奥夫朗维尔（49°52'16"N, 1°2'54"E）面积17.34 平方千米，位于法国诺曼底大区滨海塞纳省，该省份为法国北部沿海省份，其西部及北部濒大西洋英吉利海峡，东起顺时针与索姆省、瓦兹省、厄尔省和卡爾瓦多斯省接壤。
与奥夫朗维尔接壤的市镇（或旧市镇、城区）包括：昂布吕梅尼勒、科尔梅尼勒-马讷维尔、滨海欧托、乌维尔拉里维耶尔、锡河畔圣欧班、索克维尔、阿尔克河畔图维尔、滨海瓦朗日维尔。

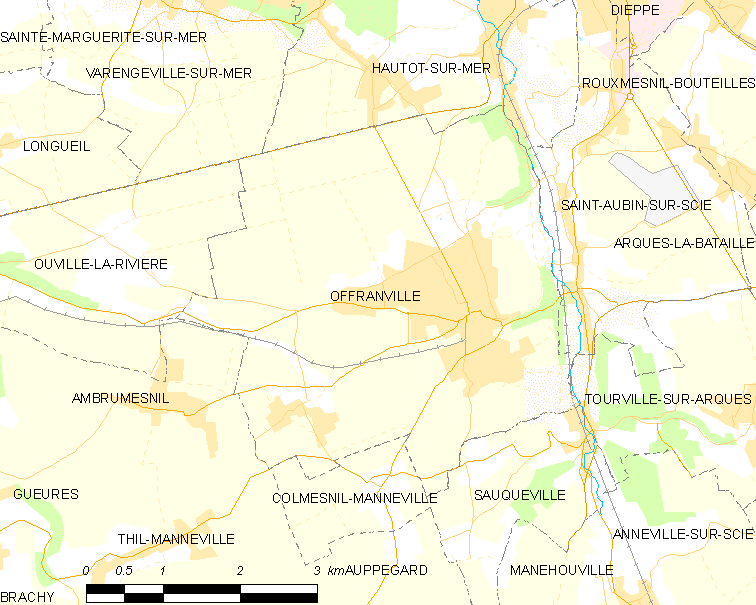
奥夫朗维尔的OSM定位图

奥夫朗维尔的时区为UTC+01:00、UTC+02:00（夏令时）。

## 行政
奥夫朗维尔的邮政编码为76550，INSEE市镇编码为76482。

## 政治
奥夫朗维尔所属的省级选区为迪耶普第一县。

## 人口

1962-2008年间奥夫朗维尔人口变化图示

奥夫朗维尔于2022年1月1日时的人口数量为3218人。